# یواس‌اس برانزویک (پی‌اف-۶۸)
یواس‌اس برانزویک (پی‌اف-۶۸) (به انگلیسی: USS Brunswick (PF-68)) یک کشتی بود که طول آن ۳۰۳ فوت ۱۱ اینچ (۹۲٫۶۳ متر) بود. این کشتی در سال ۱۹۴۳ ساخته شد.